# Peter Bachér
Peter Bachér (* 4. Mai 1927 in Rostock; † 4. Mai 2020 in München) war ein deutscher Journalist und Autor. Er fungierte von 1984 bis 1992 als Herausgeber der Programmzeitschrift Hörzu.

## Leben
Bachér war ein Urenkel von Theodor Storm. Sein Vater Franz Bachér war Professor der Chemie, die Schriftstellerin Ingrid Bachér war seine Schwester.
Er war Chefredakteur von Eltern und  Bild am Sonntag und Herausgeber von Hörzu. In der Welt am Sonntag verfasste er unter dem Titel Heute ist Sonntag eine zunächst wöchentliche, später monatliche Kolumne.
Bachér war bis zum Tod seiner Frau Rosi im Jahr 2008 verheiratet, hatte zwei Kinder und wohnte zuletzt in München.

## Ehrungen
- 1980: Verdienstkreuz am Bande des Verdienstordens der Bundesrepublik Deutschland

## Werke (Auswahl)
- Liebe ist alles, München, Langen-Müller, 2006.
- Geschenke des Lebens, München, Langen Müller, 2005.
- Glücklicher Sonntag, Reinbek bei Hamburg, Rowohlt-Taschenbuch-Verlag.
- Und wieder ist Sonntag, Ullstein Verlag.
- Und wieder kommt ein schöner Tag, Illustrationen von Ingrid M. Schmeck, Deilmann Reederei, Neustadt 1999.
- Trotz allem glücklich sein. Wofür zu leben lohn. Econ Verlag, Düsseldorf – Wien 1982.